# Hailijin
Hailijin (kinesiska: 海力锦, 海力锦苏木) är en socken i Kina. Den ligger i den autonoma regionen Inre Mongoliet, i den norra delen av landet, omkring 980 kilometer öster om regionhuvudstaden Hohhot.
Genomsnittlig årsnederbörd är 657 millimeter. Den regnigaste månaden är juli, med i genomsnitt 158 mm nederbörd, och den torraste är januari, med 4 mm nederbörd.